# Konstanz
Konstanz er en by i delstaten Baden-Württemberg i det sydlige Tyskland, 81.220 indbyggere (2003). Konstanz ligger ved Bodensøen ved grænsen til Schweiz. Rhinen løber gennem byen nord om den gamle bykerne. Konstanz og den schweiziske by Kreuzlingen udgør et sammenhængende byområde med omkring 100.000 indbyggere; Landegrænsen går, hvor de to bydele mødes.

## koncilet i Konstanz
Ved koncilet i Konstanz (1414-1418) forsøgte man at bilægge det store skisma indenfor de vestlige kirker. Ved koncilet blev Jan Hus anklaget for kætteri og dømt til døden ved brænding på bål.